# Musée des chartes fédérales
Le musée des chartes fédérales est un musée à Schwytz, en Suisse.
Il présente de nombreuses peintures murales, les premiers drapeaux suisses et ceux de ses cantons, des chartes et documents officiels ainsi que le pacte de 1291.

## Histoire
La création d'un monument national est proposé lors de la fête nationale de 1891 à Schwytz. En raison de la Première Guerre mondiale il fallut attendre une proposition des Schwytzois qui, ayant besoin d'un bâtiment pour leurs archives, proposèrent de construire un espace digne d'abriter les documents relatifs à la naissance de la Confédération. Ce qui est accepté par le Conseil fédéral en 1928. Le bâtiment a été construit entre 1933 et 1936. Pendant la Deuxième Guerre mondiale, la salle servait de refuge.